# David Wetherall
David Wetherall (Sheffield, 14 marzo 1971) è un allenatore di calcio ed ex calciatore inglese, di ruolo difensore.

## Palmarès

### Club

#### Competizioni nazionali
- Campionato inglese: 1

Leeds Utd: 1991-1992
- Charity Shield: 1

Leeds Utd: 1992